# Reattivi di organo-boro
I reattivi di organo-boro o composti organo-boro o organoborani sono composti che contengono un legame diretto tra un atomo di carbonio e uno di boro. Sono composti usati in molte sintesi di chimica organica; l'esempio più importante è la reazione di idroborazione.

## Storia
La chimica degli organoborani iniziò nel 1859 con la sintesi del trietilborano ad opera del chimico Edward Frankland. Con l'introduzione dei reattivi di Grignard nel 1900 diventò semplice produrre una gran varietà di organoborani, ma il vero sviluppo di questi composti avvenne solo a partire dal 1956, con la scoperta della reazione di idroborazione degli alcheni da parte di Herbert Brown.

## Sintesi
I principali metodi di sintesi degli organoborani usano reazioni di alchilazione, di idroborazione o di borilazione.

### Alchilazione
I processi di alchilazione partono da composti di boro facilmente disponibili come esteri o alogenuri, che vengono alchilati tramite reattivi di Grignard (RMgX) o altri composti alchilici organometallici, principalmente di litio (RLi) o alluminio (R3Al). Ad esempio:
BF3 + 3RMgX → BR3 + 3MgXF
B(OR)3 + RLi + HX → R(OR)2B + LiX + ROH
B(OR)3 + R3Al → R3B + Al(OR)3

### Idroborazione
I processi di idroborazione sono condotti per addizione di diborani a olefine; a volte si usa come solvente una base di Lewis tipo THF per favorire la dissociazione iniziale del diborano. Nella maggior parte dei casi l'atomo di boro finisce sul carbonio stericamente meno ingombrato.
X2BH + CR2=CR2 → CHR2-C(R2)BX2

### Borilazione

Formula del bis(pinacolato)diboro, pin_{2}B_{2}

I processi di borilazione sono reazioni catalizzate da metalli di transizione che portano alla formazione di organoborani attraverso l'attivazione del legame C–H in composti alifatici o aromatici. Un reagente usato spesso in queste reazioni è il bis(pinacolato)diboro, pin2B2. Ad esempio trattando alcani lineari con pin2B2 si formano alchilborani in presenza di Cp*Rh(η4-C6Me6) come catalizzatore:
pin2B2 + 2H-R {\displaystyle {\ce {->[{\text{catalizzatore}}]}}} 2pinB-R + H2

## Classi di composti organo-boro
Esistono svariati tipi di composti organo-boro. Alcune classi importanti sono le seguenti:

### Triorganoborani e idruri
Questi composti hanno formula generale BRnH3-n e sono usati come catalizzatori, reattivi o intermedi in reazioni di sintesi. Nei derivati trialchilici e triarilici l'atomo di boro ha geometria trigonale planare e in genere è un acido di Lewis debole. Gli idruri più semplici e i mono e dialchilborani esistono come dimeri, con una struttura tipo diborano; i derivati con sostituenti ingombranti possono essere monomeri.

### Acidi ed esteri boronici e borinici
Composti di formula BRn(OR)3-n sono denominati esteri borinici (n = 2), esteri boronici (n = 1) e borati (n = 0). Gli acidi boronici BR(OH)2 sono usati nella reazione di Suzuki, anche per la sintesi di composti biologicamente attivi. Il trimetilborato B(OCH3)3, che a rigore non è un composto organo-boro, è un intermedio nella produzione del boroidruro di sodio NaBH4.

### Carborani

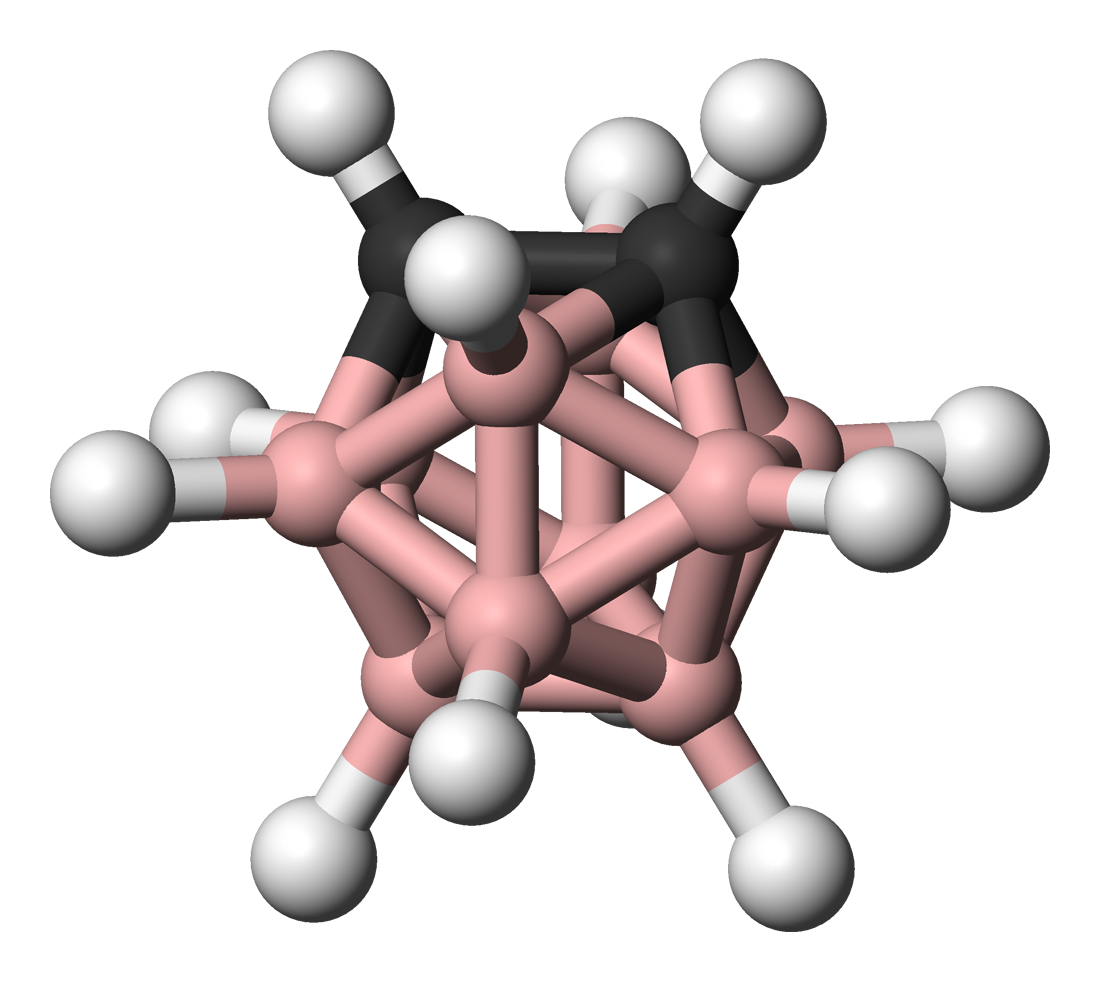
Modello di 1,2-C_{2}B_{10}H_{12}, uno dei tre isomeri del dicarbadodecaborano(12)

I carborani sono composti cluster con vertici costituiti da atomi di carbonio e boro. Uno dei composti più noti è il dicarbadodecaborano(12), C2B10H12, che forma tre isomeri differenti. Esistono anche derivati anionici detti dicarbollidi, tipo [C2B9H11]2−, strutturalmente ed elettronicamente simili al ciclopentadienuro C5H5–; comportandosi da leganti dànno origine ai metallocarborani. I carborani hanno poche applicazioni commerciali, ma hanno attratto molto interesse come precursori nella sintesi di nuovi materiali.

### Composti aromatici sostituiti
Il borabenzene C5H5B non è sinora mai stato isolato, ma esistono molti suoi addotti come ad esempio con la piridina C5H5B–py. Non è stato mai isolato neanche il borolo C4H4BH, analogo strutturale del pirrolo, ma si conoscono suoi derivati come il pentafenilborolo C4Ph4B–Ph. È invece nota la borepina C6H7B, isoelettronica con il catione tropilio, che è aromatica.

### Boranuri
L'anione H2B–, in precedenza chiamato borile, è ora denominato boranuro. I primi derivati contenenti l'anione R2B– sono stati descritti solo nel 2006, con la sintesi di un boranuro di litio che ha proprietà nucleofile. Esistono anche composti organometallici contenenti il legame metallo-boro (M–BR2).